# Maria Cecília Pinto Serva
Maria Cecília Pinto Serva é uma artista plástica brasileira. Suas obras envolvem, por exemplo, pinturas a óleo feitas na década de 1940 com base em fotografias que mostravam aspectos do interior da antiga igreja da Sé, na cidade de São Paulo. Ha registro ainda de um trabalho em conjunto com Alfredo Oliani em 1948, colaboração que resultou na pintura da capela na Creche Preventório Santa Terezinha, localizada na Rua Mourato Coelho, em São Paulo.As obras de Maria Cecília estão expostas no Museu Paulista

## Obras
- Jundiaí,1838
- Convento da Luz [4]
- Igreja Abacial de São Bento, 1905 [5]
- Igreja da Sé (Capela do Santíssimo) [6]
- Igreja da Sé (Capela Mor) [7]
- Igreja da Nossa Senhora dos Remédios [8]
- Igreja do Colégio (Coro) [9]
- Floresta entre Jacareí e Mogi das Cruzes [10]
- Casas Contíguas ao Fundo da Antiga Sé [11]
- Salto de Votorantim, 1840 [12]
- Nave da Antiga Igreja da Sé (Catedral de São Paulo) [13]
- Igreja da Sé (Porta da Capela do Santíssimo) [14]
- Vista de Santos, 1850 [15]

## Exposições
- (1942) 8º Salão Paulista de Belas Artes